# Горбатов
Горбатов (рус. Горбатов) град је у Русији у Нижњеновгородској области. Према попису становништва из 2010. у граду је живело 2278 становника.

## Становништво
| 1939. | 1959. | 1970. | 1979. | 1989. | 2002. | 2010. |
| ----- | ----- | ----- | ----- | ----- | ----- | ----- |
| 3.100 | 3.572 | 4.611 | 4.210 | 3.552 | 2.662 | 2.278 |